# 이사벨 드 프랑스
프랑스의 이사벨라(Isabella of France, 1295년 - 1358년 8월 22일)는 프랑스 필립 4세의 딸이며 카페 왕조 마지막 왕인 샤를 4세(1322-1328)의 여동생이다. 잉글랜드 에드워드 2세의 아내이자 백년전쟁을 일으킨 에드워드 3세의 어머니였다. 1308년에 에드워드 2세와 결혼하여 4명의 자식들을 낳았다. 프랑스의 암늑대라는 별명을 가지고 있다.
남편인 에드워드 2세는 양성애자였으며 그의 파트너들을 핵심요직에 등용하는 등 정치적으로 무능하여 국정이 파탄에 이르게 되었다. 1325년 프랑스 샤를 4세와 가스코뉴 문제를 교섭하기 위해 파리에 파견되었는데 이때 과거에 웨일즈에서 반란을 일으켰다가 실패하고 망명한 모티머를 만나 쿠데타를 모의하게 된다.
1326년 9월, 이사벨라는 모티머와 함께 에드워드 2세를 쫓아내기 위해 군사들을 이끌고 잉글랜드로 건너왔다. 이들의 모반에 왕의 형제들을 포함한 왕국의 유력자들 거의 모두가 가담했다. 쿠데타는 성공하였고 남편이자 국왕인 에드워드 2세를 체포하여 감옥에 가두어버렸다. 에드워드 2세는 의회에 의해 탄핵, 폐위되었고 버클리 성에 감금당했다. 이후 살해당한 것으로 추정된다.
1327년 1월 29일 15살의 아들 에드워드 3세가 잉글랜드 왕좌에 앉았으나 이사벨이 모후로서 섭정을 하였다. 모티머는 이사벨라의 정부(情夫)가 되어 실질적으로 국정을 좌우했으나 실정을 거듭하여 민심이 이반되었다. 1330년 아들 에드워드 3세가 이사벨의 정부(情夫) 로저 모티머를 납치, 살해한다. 그리고 이사벨은 아들에 의해 수도원에 유폐 당하는 신세가 되고 말았다.

## 같이 보기
- 백년 전쟁

## 참조
- Blackley, F.D. Isabella of France, Queen of England 1308-1358, and the Late Medieval Cult of the Dead. (Canadian Journal of History)
- Doherty, P.C. Isabella and the Strange Death of Edward II, 2003
- McKisack, May. The Fourteenth Century 1307-1399, 1959.
- Woods, Charles T. Queens, Queans and Kingship, appears in Joan of Arc and Richard III: Sex, Saints and Government in the Middle Ages, 1988.
- Weir, Alison. Queen Isabella:Treachery, Adultery, and Murder in Medieval England, Balantine Books, 2005.